# Fier d'être français
Fier d'être français est un court essai, sous forme de pamphlet, de Max Gallo, paru en 2006.

## Thématique
La France ne mérite pas que l'on « s'acharne » sur son passé et ses anciens dirigeants. Il faut être fier de nos racines, il convient de ne pas « renier » notre passé, il faut bâtir notre avenir sur la France qui a su, au fil des siècles, influencer d'autres pays vers un idéal humaniste, symbolisé par sa devise Liberté, Égalité, Fraternité.

## Sources
- Critique et résumé de l'ouvrage sur le site de l'Événement du Jeudi